# راس ادگار
راس ادگار (انگلیسی: Ross Edgar؛ زادهٔ ۳ ژانویهٔ ۱۹۸۳) دوچرخه‌سوار اهل بریتانیا است.
وی در مسابقات کشوری و بین‌المللی در مجموع برندهٔ ۱ مدال طلا، ۴ مدال نقره، ۴ مدال برنز شده‌است.